# Baasskap

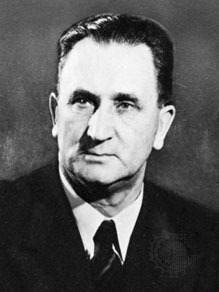
Hans Strijdom, a baaskap egyik legprominensebb szószólója

A baasskap ([ˈbɑːskap]), szó szerint "főnökség", afrikaans kifejezés, amelyet az apartheid idején használtak Dél-Afrika társadalmi, politikai és gazdasági helyzetének leírására: az irányítás általában a kisebbségben lévő fehér lakosság és különösen az afrikánerek kezében volt. A szó szorosan kapcsolódik az angol nyelvű "white supremacy" (fehér felsőbbrendűség) kifejezéshez, a dél-afrikai fehér kisebbségi uralom leírásaként vagy jóváhagyásaként.

## Eredete és kezdeti alkalmazása
Az apartheid-ideológusok legnagyobb frakciója a Nemzeti Pártban és az állami intézményekben szisztematikus módon alkalmazta a faji szegregációt, hogy "megőrizze a faji tisztaságot", és hogy biztosítsa az afrikánerek uralmát mind gazdasági és politikai téren. A baasskap támogatói azonban nem feltétlenül ellenezték a fekete dél-afrikaiak hozzájárulását a gazdasághoz, amennyiben a feketék munkáját oly módon ellenőrizték, ami még véletlenül sem adott teret az afrikánerek bármilyen formájú hatalomvesztésének.
A baasskap támogatói közé tartozott Hans Strijdom, aki 1954 és 1958 között volt miniszterelnök, és C. R. Swart igazságügyi miniszter (később, 1961–1967 között államelnök).

## A baasskap "továbbfejlesztése"
Hendrik Verwoerd rokonszenvet érzett az apartheid-ideológusok faji tisztaságpárti ("purist") frakciójával, amely ellenezte a fekete dél-afrikaiak gazdasági integrációját, ellentétben a baasskap támogatóival, akik a fehérek uralmát, de integrált gazdaságot akartak. Mindazonáltal Verwoerd a baasskap addig nyers koncepcióját intellektuális, szellemi tekintélyelvűséggel burkolta be.